# Waymadda enduwa
Espèce
Waymadda enduwa est une espèce d'araignées aranéomorphes de la famille des Salticidae.

## Distribution
Cette espèce est endémique de Nouvelle-Guinée orientale en Papouasie-Nouvelle-Guinée,. Elle se rencontre vers Bananumbo à 1 700 m d'altitude sur le mont Wilhelm.

## Description
La carapace du mâle holotype mesure 1,8 mm et l'abdomen 1,45 mm et la carapace de la femelle paratype mesure 1,9 mm et l'abdomen 2,3 mm.

## Publication originale
- Szűts, Zhang, Gallé-Szpisjak & De Bakker, 2020 : « Jumping spiders (Araneae: Salticidae) of the Papua New Guinean Mount Wilhelm and surrounding mountains. Insects of Mount Wilhelm, Papua New Guinea - volume 2. » Mémoires du Muséum national d’Histoire naturelle, vol. 214, p. 521-555.